# Takumi Ogawa
Takumi Ogawa (小川 巧 Ogawa Takumi?), född 27 april 1987 i Chiba prefektur, är en japansk före detta fotbollsspelare.
Ogawa började sin karriär 2010 i FC Machida Zelvia. 2012 blev han utlånad till Fujieda MYFC. Han avslutade karriären 2013.